# Helicopsyche myrrhine
Helicopsyche myrrhine is een schietmot uit de familie Helicopsychidae. De soort komt voor in het Oriëntaals gebied.